# Fernandezina maldonado
Fernandezina maldonado is een spinnensoort uit de familie Palpimanidae. De soort komt voor in Peru.